# 뉘른베르크 재판 (영화)
뉘른베르크 재판(영어: Judgment at Nuremburg)는 스탠리 크레이머 감독의 1961년 흑백영화로 뉘른베르크 재판을 다룬다. 미국의 사법 정의가 세계의 정의로 수용될 정도로 실체적, 절차적 정당성을 갖추고 있음을 설득한다는 비판이 있다. 논란의 대상인 미국 대법원의 우생학 정책 옹호 등도 언급된다.

## 출연

### 주연
- 스펜서 트레이시
- 버트 랭카스터
- 리차드 위드마크
- 마를렌 디트리히

### 조연
- 맥시밀리안 쉘
- 주디 갈랜드
- 몽고메리 클리프트
- 에드워드 빈스
- 베르너 클렘퍼러
- 토븐 메이어
- 윌리암 샤트너
- 앨런 백스터
- 레이 틸
- 버지니아 크리스틴
- 벤 라이트
- 조셉 E. 버나드
- 존 웬그라프
- 칼 스웬슨
- 하워드 케인
- 오토 왈디스
- 버나드 캐츠
- 쉬러 브롬리
- 조셉 크레핸
- 루디 솔라리

## 기타
- 원작자: 애비 맨
- 협력프로듀서: 필립 랭그너
- 미술: 알브레트 헤닝스
- 미술: 루돌프 스터나드
- 의상: 조 킹
- 의상: 진 루이스
- 배역: 린 스터마스터